# West Carrollton
West Carrollton è un comune degli Stati Uniti d'America, situato nello stato dell'Ohio, in particolare nella contea di Montgomery.